# Триша Хелфър
Триша Джанин Хелфър (на английски: Tricia Helfer) е канадска актриса и модел, родена в Доналда, Алберта, Канада на 11 април 1974 г.
Известна е с ролята си на Номер Шест в научнофантастичния сериал „Бойна звезда: Галактика“ от 2004 г.
Кариерата ѝ като модел включва участия в рекламни кампании на дизайнерите Кристиан Диор, Живанши и Джон Галиано. През 2007 г. Хелфър е поставена на 57-о място в годишната класация на 100-те най-красиви жени на списание „Максим“.

## Филмография
- „Джеремая“ – 2002 г.
- „От местопрестъплението“ (1 епизод) – 2003 г.
- „Бойна звезда: Галактика (минисериал)“ – 2004 г.
- „Бойна звезда: Галактика (2004)“ – 2004 г.
- „Клуб на гения“ – 2006 г.
- „Зелената верига“ – 2007 г.
- „Свръхестествено“ (1 епизод) – 2007 г.